# Teaoraereke
Teaoraereke est une petite ville de Tarawa-Sud, la capitale des Kiribati. Elle compte 6 073 habitants au recensement de 2020. Le campus des Kiribati de l'université du Pacifique Sud y est installé ainsi que le siège de la communauté urbaine de Tarawa-Sud, le Teinainano Urban Council.